# Ashford J. Thomas
Ashford J. Thomas ist ein US-amerikanischer Schauspieler.

## Leben
Thomas wuchs in Greensboro, North Carolina auf und besuchte später die Howard University in Washington, D.C. Nach einer Rolle im Kurzfilm The Switch von 2010 folgte die wiederkehrende Rolle des Jay Thomas in der Serie Howton U ab 2011. In den folgenden Jahren wirkte er in mehreren Kurzfilmen mit. 2017 übernahm er die Rolle des Julian im Film Gale and the Storm. Seit 2021 mimt er in der Miniserie Dhar Mann verschiedene Rollen. 2022 spielte er die Rolle des Mr. Coleman im Kurzfilm Pens and Pencils, der im Juni 2022 auf dem American Black Film Festival gezeigt wurde. Im selben Jahr stellte er die Rolle des Greg im Spielfilm Thor: God of Thunder dar, einem Mockbuster zu Thor: Love and Thunder, der ebenfalls 2022 erschien.

## Filmografie (Auswahl)
- 2010: The Switch (Kurzfilm)
- 2011: Howton U (Fernsehserie)
- 2013: Douglass U
- 2013: Sex (Therapy) with the Jones (Kurzfilm)
- 2014: Feel the Music (Kurzfilm)
- 2014: Find Your Instrument (Kurzfilm)
- 2015: Jacob Stone (Kurzfilm)
- 2015: Sister Code
- 2016: PTSD (Kurzfilm)
- 2017: Gale and the Storm
- 2018: CU Soon
- 2018: Literally Annoyed (Fernsehfilm)
- 2018: A Cry from the Dark (Kurzfilm)
- 2020: Mercy Inclined
- 2021: The Chronicles of Kings
- 2021: Spoken Word Coffee Date (Kurzfilm)
- 2021: He Ain’t Dead (Kurzfilm)
- 2021: 12 to Midnight (Fernsehserie, Episode 1x03)
- seit 2021: Dhar Mann (Miniserie, verschiedene Rollen)
- 2022: Sofa King Funny (Fernsehserie)
- 2022: Roots
- 2022: Something Bit Me (Miniserie, Episode 1x03)
- 2022: Pens and Pencils (Kurzfilm)
- 2022: Thor: God of Thunder